# Valentino Lai
Valentino Lai (født 3. februar 1984) er en svensk-italiensk fodboldspiller, der spiller for KSF Prespa Birlik. 
Lai er som type en arbejdsom central midtbanespiller med gode tekniske færdigheder og offensive og kreative kvaliteter1 Arkiveret 25. marts 2008 hos  Wayback Machine.

## Karriere
Lai startede karrieren i Malmö FF, hvorefter han skiftede til italiensk fodbold, hvor han fik fem kampe i Serie A og omkring 60 kampe i Serie B. I 2005 vendte Lai tilbage til svensk fodbold for at repræsentere Landskrona BoIS. Lai er den hidtil yngste svenske debutant i Serie A og har spillet på alle svenske ungdomslandshold til og med U21-landsholdet.
I august 2007 blev Valentino Lai hentet til Vejle Boldklub, efter han havde imponeret ved en uges prøvetræning. Han underskrev en tre-årig kontrakt, og debuterede på førsteholdet i hjemmekampen mod Hvidovre IF d. 26. august 2007, hvor VB vandt 5-3. Allerede runden efter scorede han sit første mål, da han bragte VB på 2-1 i en 2-2 kamp mod Silkeborg.
Valentino Lai spillede for Vejle Boldklub i 2 1/2 sæson og var i perioder er profil på klubbens bedste mandskab. I vinterpausen 2010 skiftede han til Apollon Limassol i den bedste cypriotiske række på en lejeaftale. Cyprioterne udnyttede efterfølgende en klausul til at skrive kontrakt med Lai, men ikke desto mindre vendte han i sæsonen 2010/2011 tilbage til Vejle Boldklub på en lejeaftale.
I 2011 spillede Lai for Viborg FF i den danske 1. division.